# Nadine Gordimer

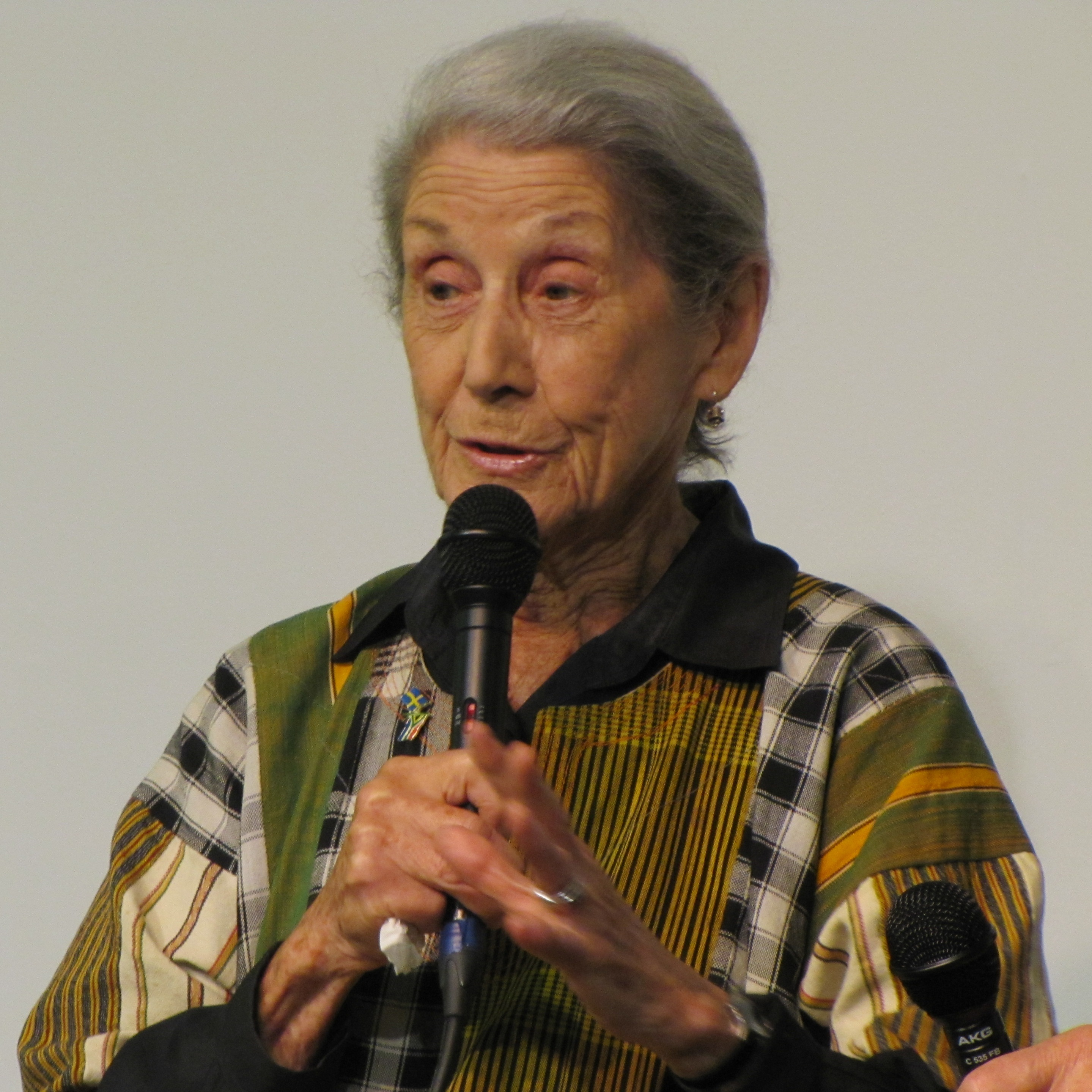
Nadine Gordimer (2010)

Nadine Gordimer (* 20. November 1923 in Springs, Transvaal, heute Gauteng; † 13. Juli 2014 in Johannesburg) war eine südafrikanische Schriftstellerin. Ihre Romane, Erzählungen und Essays behandeln vor allem die südafrikanische Apartheidpolitik und deren zerstörerische Folgen sowohl für die schwarze als auch für die weiße Bevölkerung. 1974 erhielt Gordimer den Booker Prize, 1991 wurde sie mit dem Nobelpreis für Literatur ausgezeichnet.

## Leben

### Familie und frühe Jahre
Ihr Vater war ein jüdischer Juwelier, der als Dreizehnjähriger aus Litauen emigriert war; ihre Mutter war Engländerin. Gordimer wuchs in ihrer Geburtsstadt Springs auf, östlich von Johannesburg, einem der Orte entlang des Höhenzugs Witwatersrand, die Ende des 19. Jahrhunderts durch den Goldbergbau entstanden waren. Sie wurde nicht jüdisch erzogen und ging auf eine kostenpflichtige Konventschule. Ihre Kindheit und Jugend verbrachte sie in der behüteten Umgebung der weißen südafrikanischen Minderheit. Wegen einer vermeintlichen Herzschwäche wurde sie jahrelang von ihrer Mutter zuhause unterrichtet. Ihre relative Isolation gab ihr die Gelegenheit, sehr viel zu lesen.
Bereits als Neunjährige begann sie zu schreiben, und mit 15 Jahren erschien ihre erste Kurzgeschichte (Come Again Tomorrow) auf den Kinderseiten der Johannesburger Zeitschrift Forum. Ab 1948 lebte sie in Johannesburg, wo 1949 ihre erste Kurzgeschichtensammlung Face to Face verlegt wurde. Mit The Lying Days veröffentlichte sie 1953 ihren ersten Roman. Im Jahre 1951 brachte The New Yorker erstmals eine Geschichte, viele weitere folgten. Gordimer heiratete 1949 den Zahnarzt Gerald Gavron, von dem sie sich jedoch 1952 wieder scheiden ließ. 1950 kam ihre gemeinsame Tochter Oriane zur Welt. Ab 1954 war sie mit dem Galeristen Reinhold Cassirer aus Berlin, dem Neffen des Philosophen Ernst Cassirer, verheiratet; er starb 2001 in Johannesburg. Gemeinsam mit Reinhold Cassirer hatte sie einen Sohn, den Filmemacher Hugo Cassirer.

### Studium
Zum Studium schrieb sie sich an der Witwatersrand-Universität in Johannesburg ein, die sie jedoch ohne Abschluss nach nur einem Jahr verließ. Sie reiste viel in Afrika, Europa und den USA, wo sie in den 1960er und 1970er Jahren auch mehrfach an Universitäten lehrte.

### Widerstand gegen die Apartheid
Beinahe ihr gesamtes Leben lebte und schrieb Gordimer in einem Südafrika, das von Apartheid gespalten war. Sie gehörte in den 1950er Jahren zu einer kleinen Gruppe, die bewusst die damaligen Apartheidgesetze missachtete, um diese zu unterhöhlen. Gordimers konsequentes Eintreten für das Recht auf freie Meinungsäußerung brachte ihr mehrfach Publikationsverbote in ihrem Heimatland ein.
In den 1960er Jahren wurde die schwarze Widerstandsbewegung radikaler in ihren Methoden, wandte z. B. Industriesabotage an, wie sie Gordimer in ihrem Roman The Late Bourgeois World (1966) beschrieb, und setzte vielfach nicht mehr auf die Unterstützung durch liberale Weiße, so z. B. der 1959 gegründete Pan Africanist Congress. Gordimer fühlte sich folglich doppelt ausgegrenzt: durch die Weißen aufgrund des Apartheidregimes, durch die Schwarzen wegen ihrer Hautfarbe.
In den späten 1980er Jahren kam es wieder zu einer engeren Zusammenarbeit zwischen den Schwarzen und den Weißen im Widerstand. Gordimer nahm eine prominentere Stellung in der Bewegung ein und nutzte ihren Ruhm als Schriftstellerin, um politische und kulturelle Gruppierungen öffentlichkeitswirksam zu unterstützen; auch finanziell half sie diesen Bewegungen. Sie kämpfte auch gegen das südafrikanische Zensurgesetz.
In Interviews bekräftigte sie, dass es nicht ihre Absicht sei, als Propagandistin andere von ihren politischen Idealen zu überzeugen. Sie wolle stattdessen die Wirklichkeit auf ehrliche Weise darstellen und verborgene Aspekte beleuchten. Sie interessierte sich besonders für die psychologischen und gesellschaftlichen Aspekte von Konfliktsituationen, so z. B. in Die Hauswaffe (1998). Der Roman spielt im „neuen“, immer noch von Gewalt geschüttelten Südafrika nach der Apartheid und beschreibt die emotionale Verwirrung eines Ehepaars, dessen Sohn des Mordes bezichtigt wird.

## Apartheid in ihrem schriftstellerischen Werk
In ihrem Werk zeigt sie, dass Apartheid nicht statisch ist, sondern etwas sich ständig Weiterentwickelndes. Die Realität in ihrem Werk ist nie schwarz-weiß, sondern mit vielen Grautönen durchsetzt. Im Studium von Gordimers Gesamtwerk lässt sich gut nachvollziehen, wie sich ihr Gedankengut und ethnisches Bewusstsein weiterentwickelt. 1991 erhielt sie den Nobelpreis für Literatur aufgrund der offenen und ironischen Art, mit der sie soziales Unrecht beschreibt. Ihr Werk ist in über 30 Sprachen übersetzt worden.

## Auszeichnungen
- 1974: Booker Prize
- 1978: Ehrenmitglied der American Academy of Arts and Letters
- 1980: Aufnahme in die American Academy of Arts and Sciences
- 1985: Nelly-Sachs-Preis
- 1985: Premio Malaparte
- 1991: Nobelpreis für Literatur
- 1999: Order of the Southern Cross in Silber[5]
- 2001: Primo Levi Preis
- 2001: American Library Association Notable Book Award
- 2002: Commonwealth Writers’ Prize (Afrika)
- 2003: Corine Internationaler Buchpreis
- 2007: Offizier der Ehrenlegion
- 2008: Aufnahme in die American Philosophical Society[6]
- 2019: Benennung eines Merkurkraters nach ihr: Merkurkrater Gordimer[7]

Ehrendoktorwürden
- 1981: Katholieke Universiteit Leuven, Belgien
- 1985: Smith College, USA
- 1985: City College of New York, USA
- 1986: Harvard University, USA
- 1986: Yale University, USA
- 1987: Columbia University, USA
- 1987: New School for Social Research, USA
- 1987: York University, Großbritannien
- 1991: Cambridge University, Großbritannien
- 1994: Oxford University, Großbritannien
- 1996: Ben Gurion University, Israel
- University of Cape Town, Südafrika
- University of the Witwatersrand, Südafrika
- University of Durban-Westville, Südafrika[8]

## Werke

### Romane
- 1953: The Lying Days. Deutsch als: Entzauberung. S. Fischer, Frankfurt am Main 1956.
- 1958: A World of Strangers. Deutsch als: Fremdling unter Fremden. S. Fischer, Frankfurt am Main 1962.
- 1963: Occasion for Loving. Deutsch als: Anlaß zu lieben S. Fischer/Goverts, Frankfurt am Main 1983, ISBN 3-10-027007-X.
- 1966: The Late Bourgeois World. Deutsch als: Die spätbürgerliche Welt. S. Fischer, Frankfurt am Main 1994, ISBN 3-10-027016-9.
- 1970: A Guest of Honour. Deutsch als: Der Ehrengast. S. Fischer/Goverts, Frankfurt am Main 1986, ISBN 3-10-027009-6.
- 1974: The Conservationist. Deutsch als: Der Besitzer. Claassen, Düsseldorf 1977, ISBN 3-546-43342-4.
- 1979: Burger’s Daughter. Deutsch als: Burgers Tochter. Goverts, Frankfurt am Main 1981, ISBN 3-10-027004-5.
- 1981: July’s People. Deutsch als: July’s Leute. Übers. Margaret Carroux. S. Fischer, Frankfurt am Main 1982, ISBN 3-10-027005-3.
- 1987: Sport of Nature. Deutsch als: Ein Spiel der Natur. S. Fischer/Goverts, Frankfurt am Main 1987, ISBN 3-10-027011-8.
- 1990: My Son’s Story. Deutsch als: Die Geschichte meines Sohnes. S. Fischer, Frankfurt am Main 1991, ISBN 3-10-027015-0.
- 1994: None to Accompany Me. Deutsch als: Niemand, der mit mir geht. Berlin-Verlag, Berlin 1995, ISBN 3-8270-0001-7.
- 1998: The House Gun. Deutsch als: Die Hauswaffe. Berlin-Verlag, Berlin 1998, ISBN 3-8270-0003-3.
- 2001: The Pickup. Deutsch als: Ein Mann von der Straße. Berlin-Verlag, Berlin 2001, ISBN 3-8270-0005-X.
- 2005: Get a Life. Deutsch als: Fang an zu leben. Berlin-Verlag, Berlin 2005, ISBN 978-3-8270-0007-1.
- 2012: No Time Like the Present. Deutsch als: Keine Zeit wie diese. Berlin, Berlin 2012, ISBN 978-3-8270-1103-9.

### Erzählbände, Erzählungen
- 1949: Face to Face
- 1952: The Soft Voice of the Serpent. Deutsch als: Die sanfte Stimme der Schlange. S. Fischer, Frankfurt am Main 1995, ISBN 3-10-027017-7.
- 1956: Six Feet of the Country. Deutsch als: Sechs Fuß Erde. S. Fischer, Frankfurt am Main 1956; 1982 ohne die Titelgeschichte als Clowns im Glück. Fischer, Frankfurt am Main, ISBN 3-596-25722-0.
- 1965: Not for Publication. Deutsch als: Nicht zur Veröffentlichung. S. Fischer, Frankfurt am Main 1997, ISBN 3-10-027022-3.
- 1965: Good Climate, Friendly Inhabitants. Deutsch als: Gutes Klima, nette Nachbarn. (Sieben Erzählungen) S. Fischer, Frankfurt am Main 1982, ISBN 3-10-027006-1.
- 1960: Fryday’s Footprint. Deutsch als: Freitags Fußspur. S. Fischer, Frankfurt am Main 1996, ISBN 3-10-027018-5.
- 1971: Livingstone’s Companions. Deutsch als: Livingstones Gefährten. S. Fischer, Frankfurt am Main 1998, ISBN 3-10-027026-6.
- 1975: Selected Stories
- 1978: No Place Like: Selected Stories
- 1980: A Soldier’s Embrace. Deutsch als: Die Umarmung eines Soldaten. S. Fischer, Frankfurt am Main 1999, ISBN 3-10-027014-2.
- 1980: Town and Country Lovers „One“ and „Two“. Deutsch als: Liebende in Stadt und Land I und II.
- 1980: Oral History. Deutsch als: Mündliche Nachrichten.
- 1984: Something Out There. Deutsch als: Eine Stadt der Toten, eine Stadt der Lebenden. (Eine Novelle und zehn Erzählungen) S. Fischer/Goverts, Frankfurt am Main 1985, ISBN 3-10-027008-8; 1989 als Etwas da draußen. S. Fischer, Frankfurt am Main, ISBN 3-10-027013-4.
- 1991: Jump. Deutsch als: Die endgültige Safari. S. Fischer, Frankfurt am Main 1992, ISBN 3-10-027023-1.
- 1992: Why Haven’t You Written?: Selected Stories, 1950–1972.
- 2003: Loot. Deutsch als: Beute und andere Erzählungen. Berlin-Verlag, Berlin 2003, ISBN 3-8270-0006-8.
- 2007: Beethoven Was One-Sixteenth Black. Deutsch als: Beethoven war ein sechzehntel schwarz. Berlin-Verlag, Berlin 2008, ISBN 978-3-8270-0803-9.
- 2010: Life Times – Stories 1952–2007.
- 2013: Erlebte Zeiten, Erzählungen 1952–2007. Übersetzt von Inken Bohn. Berlin Verlag, Berlin 2013, ISBN 978-3-8270-1177-0 (im Schuber, s. u.)
- 2013: Bewegte Zeiten, Leben und Schreiben 1954–2008. Übersetzt von Susanne Höbel, Berlin Verlag, Berlin 2013, ISBN 978-3-8270-1177-0 (im Schuber).

### Essays und Biografisches
- 1973: The Black Interpreters. Ravan Press, Johannesburg
- 1987: Leben im Interregnum. (Essays zu Politik und Literatur) S. Fischer, Frankfurt am Main, ISBN 3-10-027010-X.
- 1988: The Essential Gesture. Taurus, Johannesburg
- 1995: Writing and Being. Deutsch als: Schreiben und Sein. Berlin-Verlag, Berlin 1996, ISBN 3-8270-0002-5.
- 1999: Living in Hope and History. Deutsch als: Zwischen Hoffnung und Geschichte. Berlin-Verlag, Berlin 1999, ISBN 3-8270-0004-1.

### Sachbücher
- 1962: On the Mines. Mit Fotos von David Goldblatt.

## Verfilmungen
- 1962: Dilemma – Regie: Henning Carlsen – nach dem Roman Fremdling unter Fremden
- 1981: Sechs Fuß Erde (Six Feet of the Country) – Fernsehserie, Südafrika/Schweiz/Bundesrepublik Deutschland/Niederlande, sieben Episoden